# Livre de Tobie

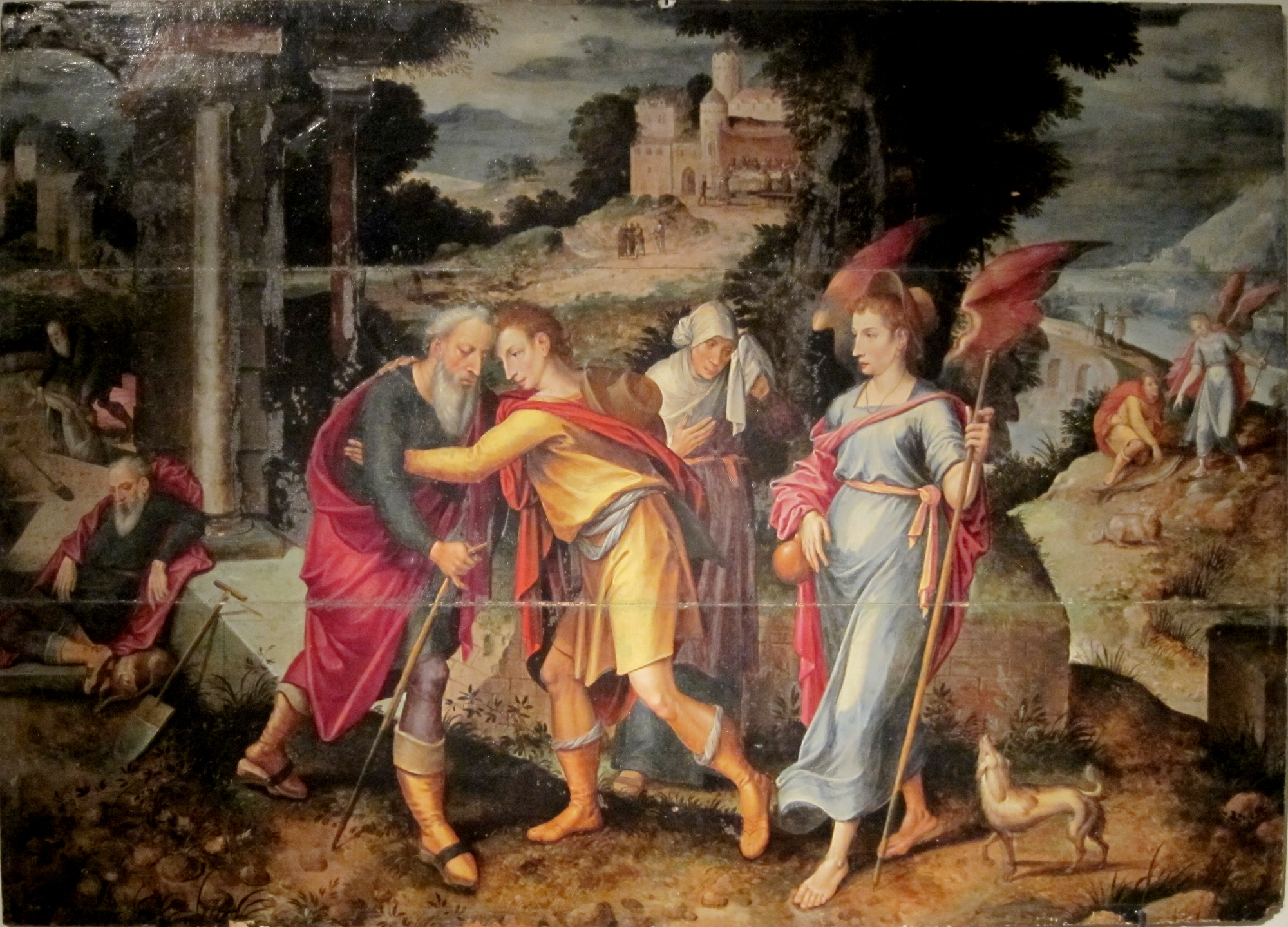
Histoire de Tobie, par le Maître du Fils prodigue (Anvers, seconde moitié du XVIe siècle) au musée Dobrée de Nantes.

Le Livre de Tobie, parfois appelé Livre de Tobit (Tobie étant le fils du vieux Tobit et d'Anne, dans la Septante), est un livre deutérocanonique de l'Ancien Testament. Ce livre relate l'histoire d'un jeune israélite de la tribu de Nephthali, nommé Tobie (Tobias dans le texte latin de la Vulgate). C'est presque le même nom que celui de son père Tobit. Déporté à Ninive avec sa femme Anne, le père devient aveugle après avoir reçu de la fiente d'oiseau dans les yeux. Plus tard, devenu vieux, Tobit envoie son fils Tobie recouvrer une dette d'argent en Médie, auprès de leur parent Gabaël.
Le texte est écrit en grec et figure dans la Septante. Rédigé sans doute initialement en hébreu ou en araméen, l'original a été perdu, mais un fragment en araméen avec une version grecque a été retrouvé dans les années 1950, dans la grotte no 4 près des ruines de Qumrân parmi les manuscrits de la mer Morte. Ce livre ne figure pas au canon des Écritures hébraïques mais, étant largement utilisé par les différentes communautés chrétiennes, il est déclaré formellement canonique par l'Église nicéenne au 3e concile de Carthage en 397 et c'est pourquoi il figure dans le canon deutérocanonique de l'Église catholique et des Églises orthodoxes.
Il est repris par la Vulgate. Clément d'Alexandrie le reconnaît comme partie intégrante de la Sainte Écriture et Ambroise de Milan le qualifie de liber propheticus.
Le Livre de Tobie est le seul de la Bible où la Terre promise est qualifiée de « Terre d'Abraham ».

## Récit biblique
L'ange Raphaël (ou archange Raphaël pour les églises nicéennes) conduit Tobie à Ecbatane, où il pêche un poisson dont il extrait le cœur, le foie et le fiel. Il rencontre sa future femme, Sarra, que tourmente un démon, Asmodée, qui a fait périr successivement ses sept maris pendant leurs nuits de noces.
L'ange Raphaël, qui avait expliqué précédemment à Tobie qu'il devait prendre cette femme pour épouse, lui indique comment la délivrer du démon. Sarra, de son côté, priait le Seigneur pour être délivrée, avec le fiel, comme le lui indique l'archange qui l'accompagne, Tobie retourne à la maison paternelle et guérit la cécité de son père Tobit. Tobie se concerte avec son père pour savoir comment remercier et récompenser son guide :

« Mon père, quelle récompense pouvons-nous lui offrir ? Y a-t-il quelque chose qui soit en rapport avec ses services ? Il m'a conduit et ramené sain et sauf ; il a été lui-même recevoir l'argent de Gabaël ; il m'a fait avoir une femme, dont il a éloigné le démon, et il a rempli de joie ses parents ; il m'a sauvé moi-même du poisson qui allait me dévorer ; il t'a fait voir la lumière du ciel, et par lui nous avons été comblés de toutes sortes de biens. Que pouvons-nous lui donner qui égale ce qu'il a fait pour nous ? Mais je te prie, mon père, demande-lui s'il ne daignerait pas accepter la moitié de tout le bien que nous avons apporté. »

— Tobie 12:2-4.

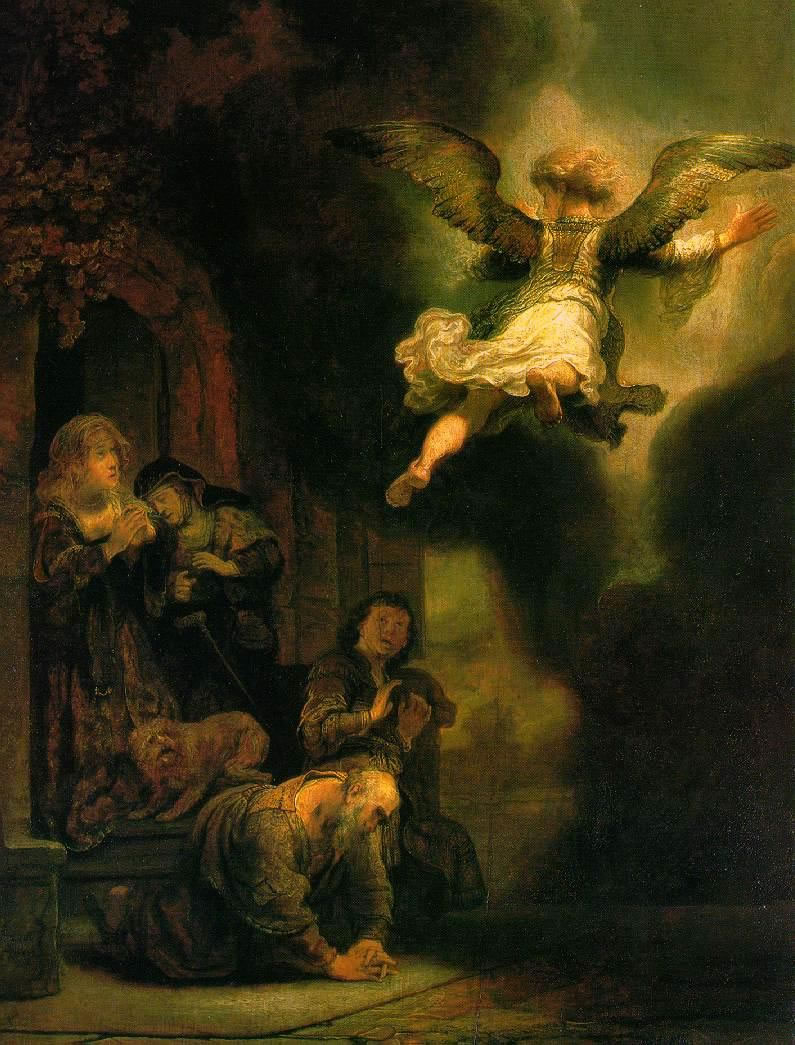
Rembrandt, L'Archange Raphaël quittant la famille de Tobie - Musée du Louvre.

L'archange Raphaël, qui s'était présenté jusqu'ici sous l'aspect d'un mystérieux beau jeune homme (au chapitre 5, avant le voyage, il est dit : « Étant sorti, Tobie trouva un beau jeune homme, debout et ceint, comme disposé à se mettre en route »), l'archange Raphaël, sa mission divine désormais accomplie, quitte la famille de Tobie dans une vision fulgurante en révélant sa nature angélique :

« Je suis l'Ange Raphaël. L'un des sept qui nous tenons en la présence du Seigneur. 
 Lorsqu'ils eurent entendu ces paroles, ils furent troublés et, saisis de frayeur, ils tombèrent le visage contre terre. 
 Et l'Ange leur dit : La paix soit avec vous. Ne craignez point. Lorsque j'étais avec vous, j'y étais par la volonté de Dieu. Bénissez-le donc et chantez ses louanges. Il vous a paru que je mangeais et buvais avec vous ; mais je me nourrissais d'un aliment invisible et d'une boisson que l'œil de l'homme ne peut atteindre. Il est temps que je retourne vers Celui qui m'a envoyé. Vous, bénissez Dieu et publiez ses merveilles. Et après avoir ainsi parlé, il disparut à leurs regards et ils ne purent plus le voir. Alors, s'étant prosternés encore pendant trois heures, le visage contre terre, ils bénirent Dieu et, s'étant levés, ils racontèrent toutes ses merveilles. »

— Tobie 12:15-22.

## Canonicité du livre
Ce livre affirme l'existence de Raphaël, le troisième archange reconnu par l'Église, dont il est le seul à parler. Et de fait, quoiqu'il s'agisse sans doute d'un récit dont la datation exacte n'est pas prouvée, il laisse supposer que les Hébreux de l'époque de la rédaction du livre croyaient à l'existence de Raphaël.
Toutefois, ce livre est sujet à controverse pour les protestants du fait qu'il est un écrit deutérocanonique et qu'il est exclu du canon hébraïque. Il est donc exclu de la Bible protestante. En revanche, il est pleinement reconnu par l'Église catholique et les Églises orthodoxes.
La période que couvre la vie de Tobie va de la révolte des tribus du Nord, qui est fixée traditionnellement dans les années 990 av. J.-C., après la mort du roi Salomon (Tobie 1:4,5), à la déportation à Ninive de la tribu de Tobie en 740 av. J.-C., soit 257 ans. Pourtant, Tobie 14:1-3 parle de la mort de Tobie à l'âge de 103 ans. Toutefois, le comput des années est lui-même sujet à controverse. Ce qui prime dans le livre, c'est avant tout la leçon spirituelle, qui consiste dans la fidélité au Dieu d'Abraham, d'Isaac et de Jacob, la foi de Tobie, alors que le royaume d'Israël, dont il est originaire, aurait largement succombé au polythéisme des peuples environnants, contrairement au royaume de Juda qui, pour sa part, serait resté largement fidèle à cette foi.

## Composition

### Datation

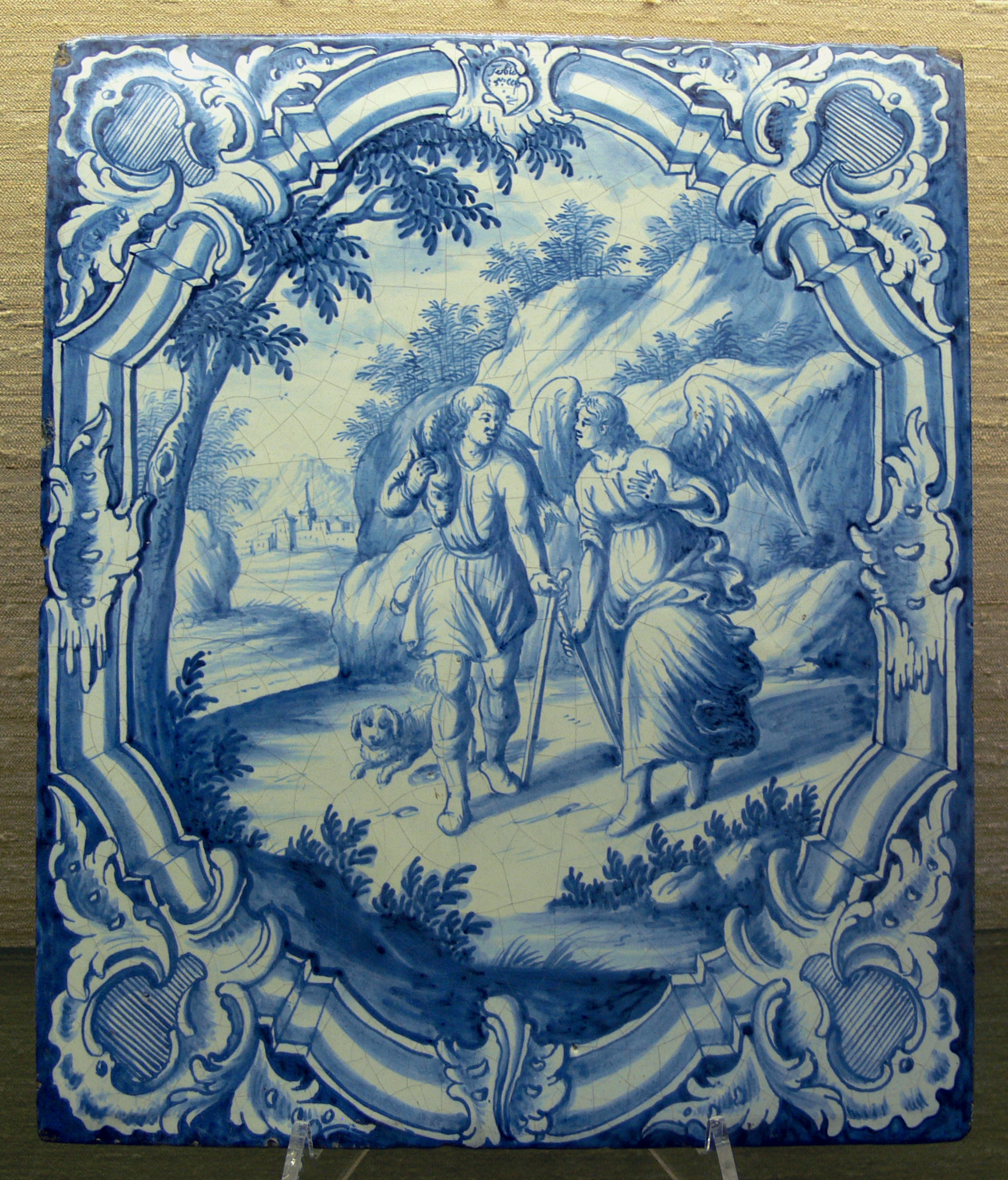
Tobie et l'Ange. Sur ce carreau de faïence allemande, Tobie après avoir pêché le poisson, retourne chez lui avec Raphaël (2e tiers du XVIIIe siècle) Kunstgewerbemuseum Berlin, Inv. Nr. 1988,133.

L'histoire que raconte le livre de Tobie est placée au VIIIe siècle av. J.-C., et on a pensé traditionnellement qu'il avait été écrit à cette époque. Cependant, un certain nombre d'erreurs historiques excluent une création contemporaine, et aujourd’hui la plupart des érudits préfèrent situer la composition de Tobie entre 225 et 175 av. J.-C.. La citation directe du Livre d'Amos dans Tobie 2:6 (« Vos fêtes seront changées en deuil, et tous vos rires en lamentations ») indique que non seulement les livres prophétiques avaient été fixés, mais qu’ils faisaient autorité, ce qui indique une date post-exilique Par ailleurs, la référence au Livre de Moïse (6:13, 7:11-13) et à la «Loi de Moïse" (7:13) renvoient une phraséologie identique à celle des Livres des Chroniques, dont certains croient qu’ils ont été composés après le IVe siècle av. J.-C.. Si l’on se fonde sur le contexte, renvoyer la composition de Tobie après 175 av. J.-C. pose un problème, du fait que l'auteur ne semble rien savoir des tentatives des Séleucides pour helléniser la Judée (à partir de 175 av. J.-C.) ni de la Révolte des Maccabées contre les Séleucides (165 av. J.-C.), et qu’il n’épouse pas les attentes apocalyptiques ou messianiques qui sous-tendent les écritures plus tardives. Et pourtant certains spécialistes adoptent une date ultérieure pour la composition d'au moins certaines parties de Tobie.

### Localisation
Il n'existe pas de consensus scientifique sur le lieu de la composition, et « presque toutes les régions du monde antique semblent pouvoir être candidates ». Une origine mésopotamienne semblerait logique du fait que l'histoire se déroule en Assyrie et en Perse, de même que l'invocation du démon persan « aeshma daeva » (divinité de la colère dans la tradition des Perses), dont Tobie fait « Asmodée ». Mais des erreurs importantes dans les détails géographiques (comme la distance d’Ecbatane à Ragès et la topographie des deux villes) rendent douteuse une telle origine. Il existe aussi des arguments pour et contre une composition en Israël ou en Égypte.

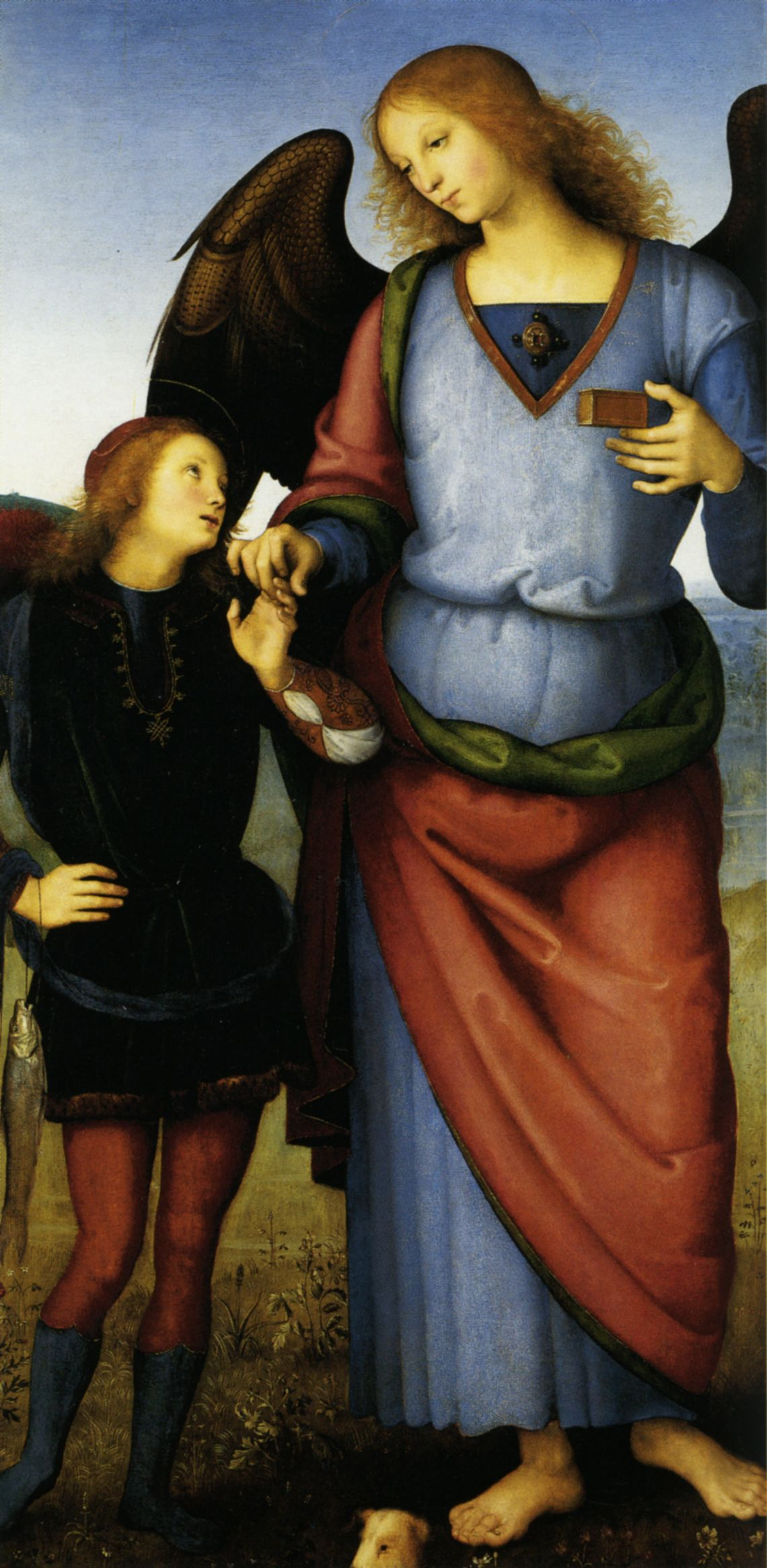
Le Pérugin. L'Archange Raphaël et Tobie - National Gallery, Londres.

### Iconographie
On retrouve Tobie et l'archange Raphaël dans différentes représentations de l'Ange dans l'art et dans l'article Tobie et l'Ange répertoriant les différents tableaux illustrant ce sujet, parmi les plus célèbres étant celui de Rembrandt et du Pérugin.
Rembrandt, possiblement influencé par la cécité de son père, dépeint le récit de Tobie dans de nombreux dessins comme Tobie rendant la vue à son père. 
Gianantonio Guardi a illustré l'Histoire de Tobie dans trois tableaux en 1750-1755, sur le parapet de l'orgue de l'Église dell'Angelo Raffaele : Le Départ de Tobie, Le Mariage de Tobie et de Sarra et Tobie guérit son père.

### Littérature
1. Alain Cullière, éd., Tobie sur la scène européenne à la Renaissance, suivi de Tobie, comédie de Catherin Le Doux (1604), Berne, Peter Lang, coll. Recherches en littérature et spiritualité, vol. 24, 2015, 280 p.  (ISBN 978-3-0343-1476-3).
2. Alain Cullière, « Pour une spiritualité du quotidien. Le Tobit moralisé de Gabriel Fourmennois (1601) », L’Humanisme dans tous ses états ou La Spiritualité plurielle. Mélanges offerts au Pr Raymond Baustert, éd. M. Colas-Blaise, J. Kohnen, F. Stoll et F. Wilhelm, Metz, Université de Lorraine, centre Écritures, coll. Recherches en littérature, 8, 2014, p. 131-145.